# 伊杰吉克 (阿拉斯加州)
伊杰吉克（英語：Egegik），是美国阿拉斯加州的一座城市。该市的人口在2000年为116人，2010年有109人。人口在阿拉斯加州排行第125。